# Lucien Schmitthäusler
Lucien Schmitthäusler, né le 5 février 1935 à Sarreguemines en Lorraine et mort le 6 avril 2020 à Rouhling, est un éducateur spécialisé et écrivain français, poète en francique rhénan. 

## Biographie
La langue maternelle de Lucien Schmitthäusler est le francique rhénan. Il écrit dans cette langue de la poésie et des contes, et parfois aussi en français et en allemand, qui sont selon lui « ses langues étrangères préférées ». 
Comme de nombreux Mosellans de sa génération, il a appris l'allemand à l'école primaire pendant quatre années (durant l'occupation allemande en Moselle) puis le français après 1945.
Il a exercé les professions d'infirmier et éducateur spécialisé en Alsace. Retraité, ayant longtemps vécu à Weyersheim en Alsace, puis à Sarreinsming près de Sarreguemines.
Ses poèmes sont souvent publiés entre autres par la revue Paraple via l'association Gau un Griis. Ses livres, dont certains sont bilingues ou trilingues, sont édités en France et en Allemagne.